# سرشماری عمومی نفوس و مسکن (۱۳۹۵)
سرشماری عمومی نفوس و مسکن (۱۳۹۵) از ۲۵ مهر تا ۲۵ آبان ۱۳۹۵ انجام پذیرفت. علاوه بر این، از ۳ مهر تا ۲۴ آبان همان سال، اطلاعات آماری به‌طور داوطلبانه و توسط سرپرستان خانوار به‌صورت اینترنتی ارائه شد.
سرشماری عمومی نفوس و مسکن، پیش از ۱۳۹۰، هر ۱۰ سال یک بار انجام می‌شد، اما طبق مصوبهٔ هیئت وزیران در سال ۱۳۸۶، مقرر شد از سال ۱۳۹۰ هر ۵ سال یک بار سرشماری انجام شود. در سال ۱۳۹۹، هیئت وزیران دولت حسن روحانی مصوبهٔ قبلی هیئت وزیران دولت محمود احمدی‌نژاد در سال ۱۳۸۶ مبنی بر انجام سرشماری‌ها با بازهٔ ۵ ساله را لغو کرد. به این ترتیب در سال ۱۴۰۰ سرشماری صورت نخواهد نگرفت و فاصلهٔ زمانی بین آخرین سرشماری (۱۳۹۵) تا سرشماری بعدی (۱۴۰۵) مدت ۱۰ سال خواهد بود.
سرشماری نفوسِ ۱۳۳۵ نخستین سرشماری عمومی نفوس و مسکن کشور بود و در آن تمامی افراد کشور شمارش شدند. در سرشماری عمومی نفوس و مسکن (۱۳۹۰) هم این طرح در طول ۲۰ روز در سراسر کشور اجرا شد.

## تعداد سؤالات پرسیده‌شده
آمارگیران ۶۶ پرسش را از هر خانوار مطرح کردند. سؤال‌ها در مورد تعداد اعضای خانواده، تحصیلات و شغل افراد پرسیده شد. مرحلهٔ اول سرشماری به صورت اینترنتی و با مراجعهٔ داوطلبانهٔ خانوارها انجام شد و مرحلهٔ دوم با مراجعهٔ مأموران آمارگیر به درِ منازل؛ روشی که از سال‌ها پیش رایج بود، اما این بار بدون کاغذ صورت گرفت. در واقع، مأموران آمارگیر این بار به جای کاغذ و قلم از تبلت استفاده کردند.
در مرحلهٔ اول، که از ۳ تا ۲۴ مهر ۱۳۹۵ خورشیدی انجام شد، برای خانوارهای ایرانی این امکان فراهم شد تا با مراجعه به وبگاه سرشماری به نشانی www.sarshomari95.ir، پرسش‌نامه را به صورت اینترنتی تکمیل کنند. در مرحلهٔ دوم، که از ۲۵ مهر تا ۲۵ آبان اجرا شد، مأموران آمارگیر با استفاده از تبلت به تمام خانوارهای سراسر ایران مراجعه کردند. خانوارهایی که در مرحلهٔ اول، پرسش‌نامه را به صورت اینترنتی تکمیل کرده بودند، کد آماری از آنها دریافت و وارد تبلت گردید و اعتبارسنجی شدند.

## نتایج
پیش‌بینی شده بود، نتایج اولیه سرشماری یکم تا پانزدهم دی ماه سال ۱۳۹۵ و نتایج تفصیلی آن مرداد سال ۱۳۹۶ منتشر شود.

### کل جمعیت

جمعیت ایران طبق نتایج سرشماری‌های انجام‌شده، از سال ۱۳۳۵ تا ۱۳۹۰

بر اساس این سرشماری جمعیت ایران ۷۹٬۹۲۶٬۲۷۰ تن اعلام شد.

### نسبت جنسیتی
بر اساس این سرشماری مردان ۵۱٪ و زنان ۴۹٪ جمعیت کشور را تشکیل می‌دهند.

### باسوادی
73.5 با سواد بودند

### وضعیت مسکن
در سرشماری سال ۹۵، وضعیت مسکن ۶۰٫۵ درصد جمعیت به صورت تملکی و ۳۰٫۷ درصد به صورت رهن یا استیجاری بوده است. این ارقام در سرشماری سال ۱۳۹۰ به ترتیب، ۶۲٫۷ و ۲۶٫۶ درصد بوده است.
متراژ این واحدهای مسکونی به شرح زیر است:
- ۸۱ تا ۱۰۰ مترمربع: ۲۵٫۲٪
- ۱۰۱ تا ۱۵۰ مترمربع: ۲۳٫۳٪
- ۵۱ تا ۷۵ مترمربع: ۲۱٫۷٪

### نکات جالب توجه
- عباس منائی، پیرترین مرد ایران، تنها دو روز پس از اتمام مهلت سرشماریِ ۱۳۹۵ درگذشت. او اهل روستای راهدانه واقع در دهستان بیگم‌قلعه از توابع بخش مرکزی شهرستان نقده بود که در ۱۳۳ سالگی درگذشت.[۸] البته در روزهای پس از آن، خبر رسید که یک مرد ۱۳۵ ساله هم در سقز کردستان سرشماری شده است. گفتنی است سن هر دوی این افراد براساس ثبت شناسنامه‌ای است و برای صحت سن واقعی از هیچ‌کدام آزمایش‌های مربوط انجام نشده است.[۹]
- بیشترین تراکم جمعیت مربوط به استان‌های تهران و البرز، مازندران و کمترین تراکم جمعیت مربوط به استان‌های سمنان و خراسان جنوبی است.[۷]
- استان گیلان تنها استان در ایران با نسبت جنسیِ ۱۰۰ (تعداد زن و مرد برابر) است.[۷]
- استان تهران با ۱۶٬۶٪ جمعیت، دارای بیشترین سهم از جمعیت ایران است.[۷]
- ۷۴٪ جمعیت ایران شهری هستند.[۷]
- بُعد خانوارِ ایرانی ۳٫۳ است.[۷]